# Maurice de Saxe
Maurice de Saxe, česky Heřman Mořic hrabě Saský, německy Hermann Moritz von Sachsen, někdy také uváděný jako Maréchal de Saxe (28. října 1696, Goslar – 30. listopadu 1750, zámek Chambord) byl německý šlechtic a vojevůdce ve francouzských službách, v letech 1726–1729 vévoda kuronský a od roku 1747 jeden ze sedmi francouzských generálmaršálů.

## Život

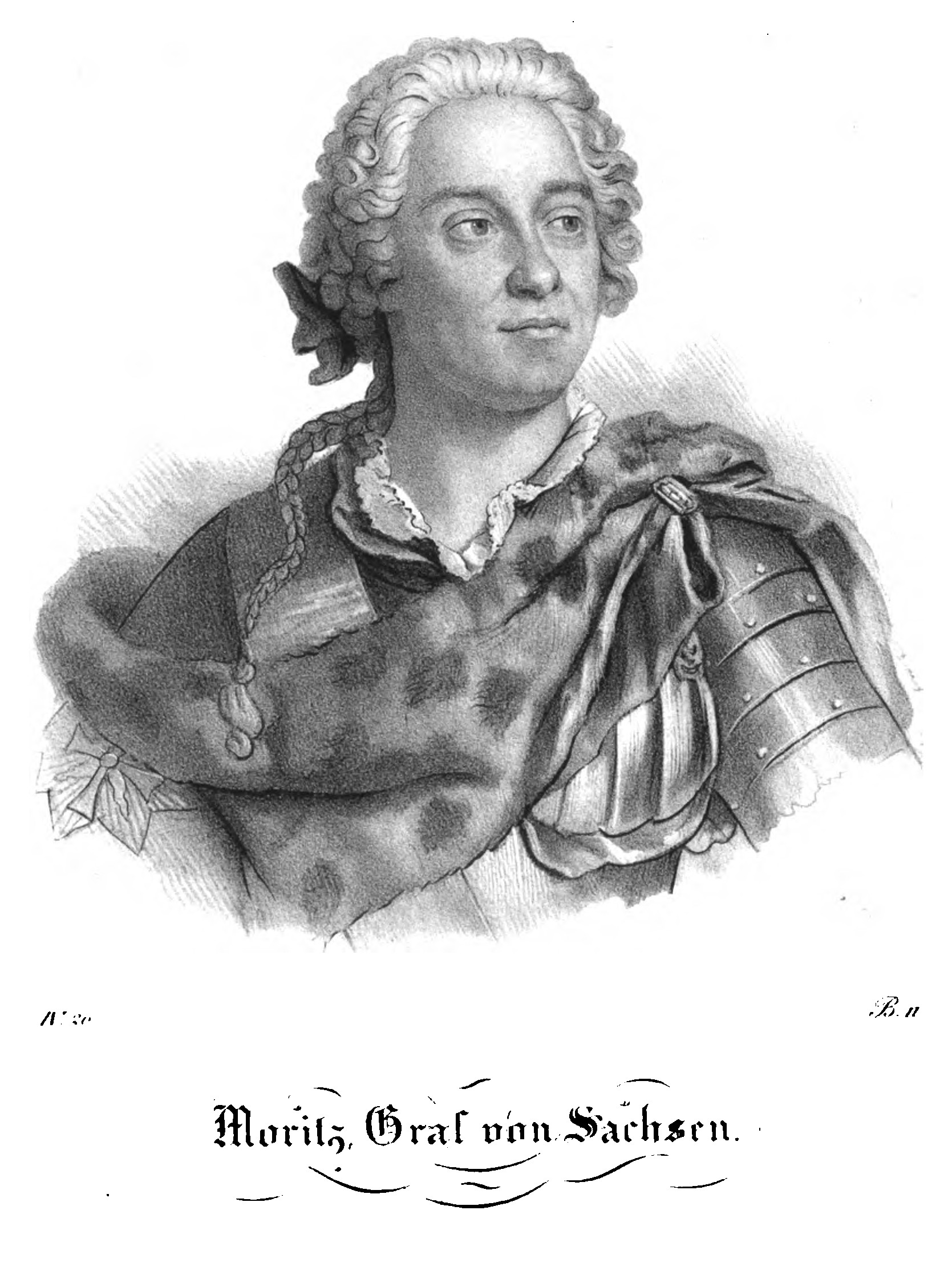
Maréchal de Saxe (1839)

Heřman Mořic, hrabě Saský byl levoboček saského kurfiřta a pozdějšího polského krále Augusta Silného (1670–1733) a Marie Aurory von Königsmarck (1662–1728). Od otce dostal titul hraběte saského a místo plukovníka v kyrysnickém pluku. Od roku 1706 studoval hudbu a filosofii v Halle, ale už v roce 1709 bojoval ve Flandrech pod Evženem Savojským a vévodou z Marlborough, kde se vyznamenal, stejně jako roku 1711 u Stralsundu před očima svého otce. Matka ho oženila se zámožnou hraběnkou z Löben, manželé se ale 1721 rozvedli.
Přes jistý sklon k výstřelkům se věnoval studiu válečnictví. 1717 se účastnil v Uhrách bojů proti Turkům pod Evženem Savojským a 1720 vstoupil jako maréchal de camp, zhruba generálmajor, do francouzských služeb. Roku 1726 byl na podnět vévodkyně-vdovy Anny Ivanovny, dcery cara Ivana V., zvolen kuronským vévodou, ale už roku 1729 musel na ruský nátlak abdikovat a vrátil se do Francie. Roku 1733 se vyznamenal ve válce o polské dědictví. Roku 1738 naverboval vojsko a vytáhl do války o rakouské dědictví. V noci 25.–26. listopadu 1741 dobyl Prahu, 19. dubna 1742 Cheb, pak válčil v Bavorsku, kde se přidal k vyprošťovací armádě maršála Mailleboise na jeho neúspěšném podzimním tažení na Tachovsko a přes Cheb ke Kadani, roku 1743 byl z Bavorska převelen do Špýru k vojsku vévody de Noaillles v Porýní, kde – už povýšen na generálporučíka – dobyl Lauterburg.
Jeho tažení do Flander 1744 pod formálním velením Ludvíka XV., když silnějšího protivníka donutil k nečinnosti, platilo za mistrovskou ukázku válečnického umění. V únoru 1745 dobyl Brusel, 11. května 1745 porazil Angličany v bitvě u Fontenoy a 11. října 1746 opět v Roucoux. Byl povýšen na generalissima (Maréchal général des camps et armées du roi) a po vítězství v bitvě u Lauffeldu (2. července 1747) a dobytí Bergen op Zoom (16. září 1747) se stal vrchním velitelem dobytého Nizozemí.

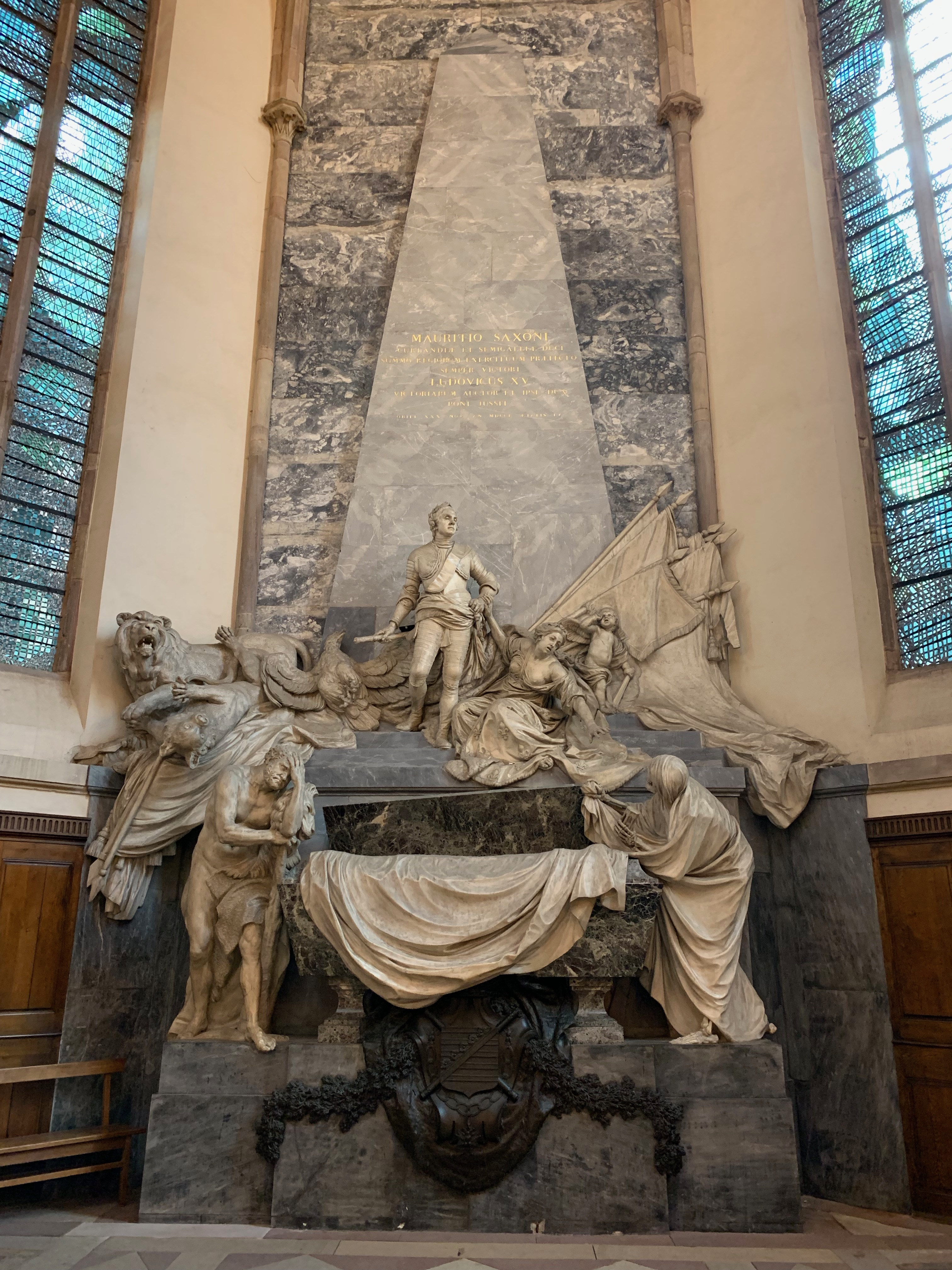
Náhrobek v protestantském kostele sv. Tomáše ve Štrasburku. Maršál sestupuje do rakve, kterou mu otvírá smrt. Francie se ho snaží zadržet, Herkules truchlí a heraldická zvířata vlevo, rakouský orel, holandský lev a anglický levhart, symbolizují poražené země.

Když byl 18. října 1748 uzavřen mír v Cáchách, stáhl se na zámek Chambord, který mu král doživotně přenechal, dal ho upravit a zval si tam učence, umělce a filosofy. Zemřel 30. listopadu 1750 a byl pohřben v protestantském kostele sv. Tomáše ve Štrasburku, kde mu v letech 1765–1776 sochař Jean-Baptiste Pigalle vybudoval velkolepý náhrobek.

## Potomci
S Marií Rinteau de Verrières (1730–1775) měl nemanželskou dceru Marii-Auroru von Sachsen, která se provdala za Claude Dupina de Franceuil (1748–1821). Její vnučkou byla slavná francouzská spisovatelka George Sandová, vlastním jménem Aurora Dupin. Jediný syn z manželství s hraběnkou z Loeben brzy zemřel.

## Spisy
- Les Reveries Ou Memoires Sur L'Art De La Guerre (Sny či paměti o válečném umění, 1756)
- Mes rêveries. Ouvrage posthume de Maurice comte de Saxe. (Moje sny. Posmrtně 1757) (zde Gallica)